# Bermondsey (district)
Bermondsey is een gebied in het Londense bestuurlijke gebied Southwark, in de regio Groot-Londen.
Er ligt een metrostation Bermondsey

## Galerij

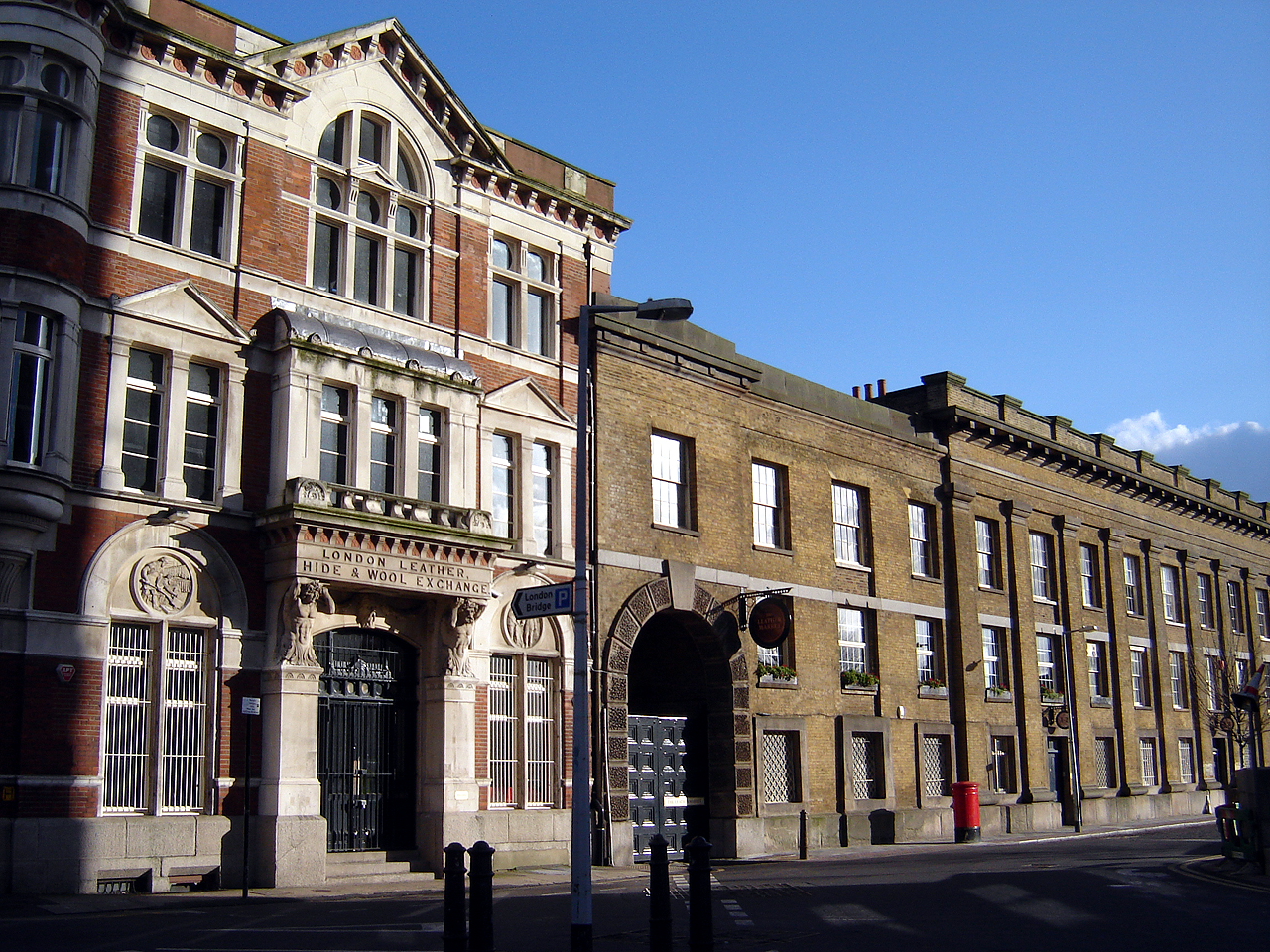
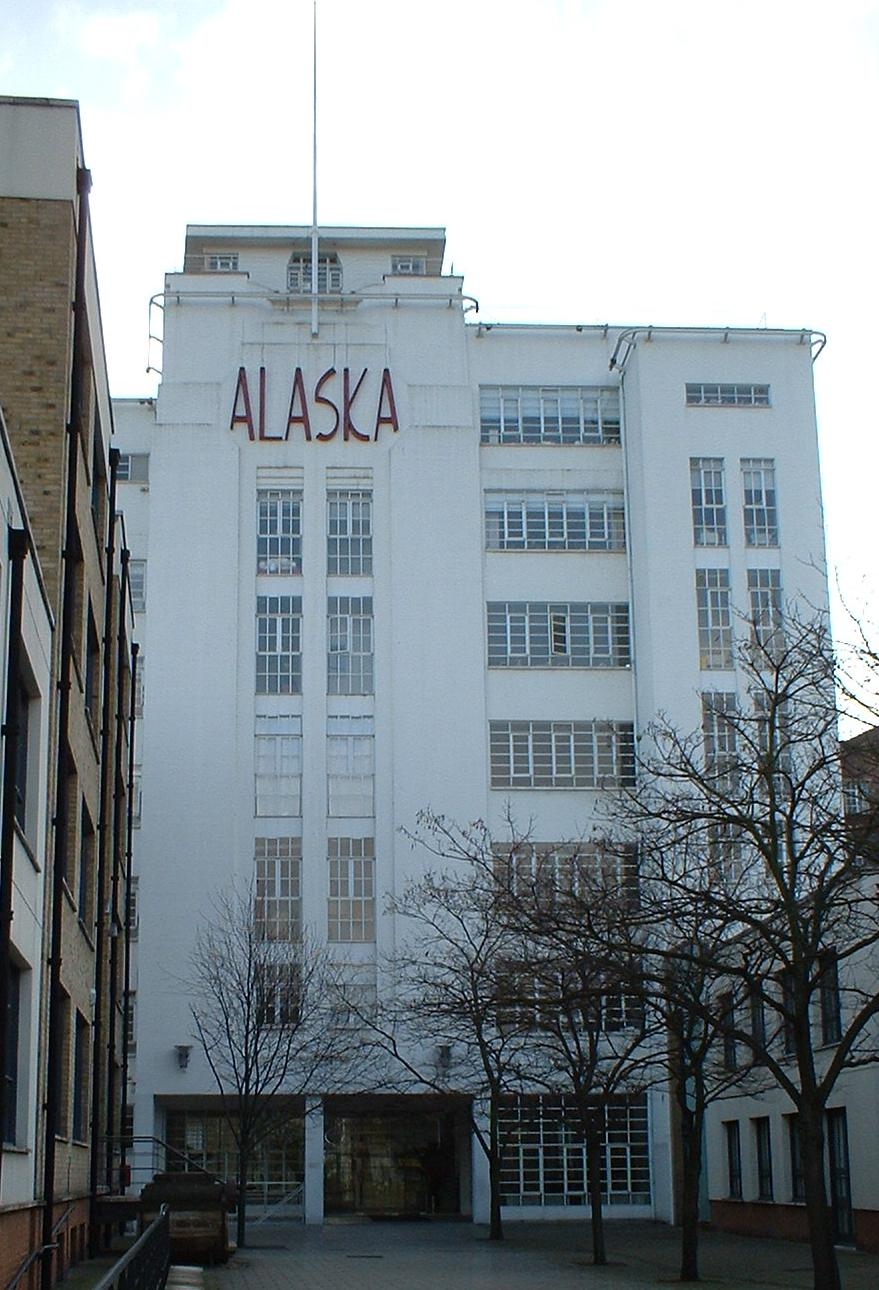
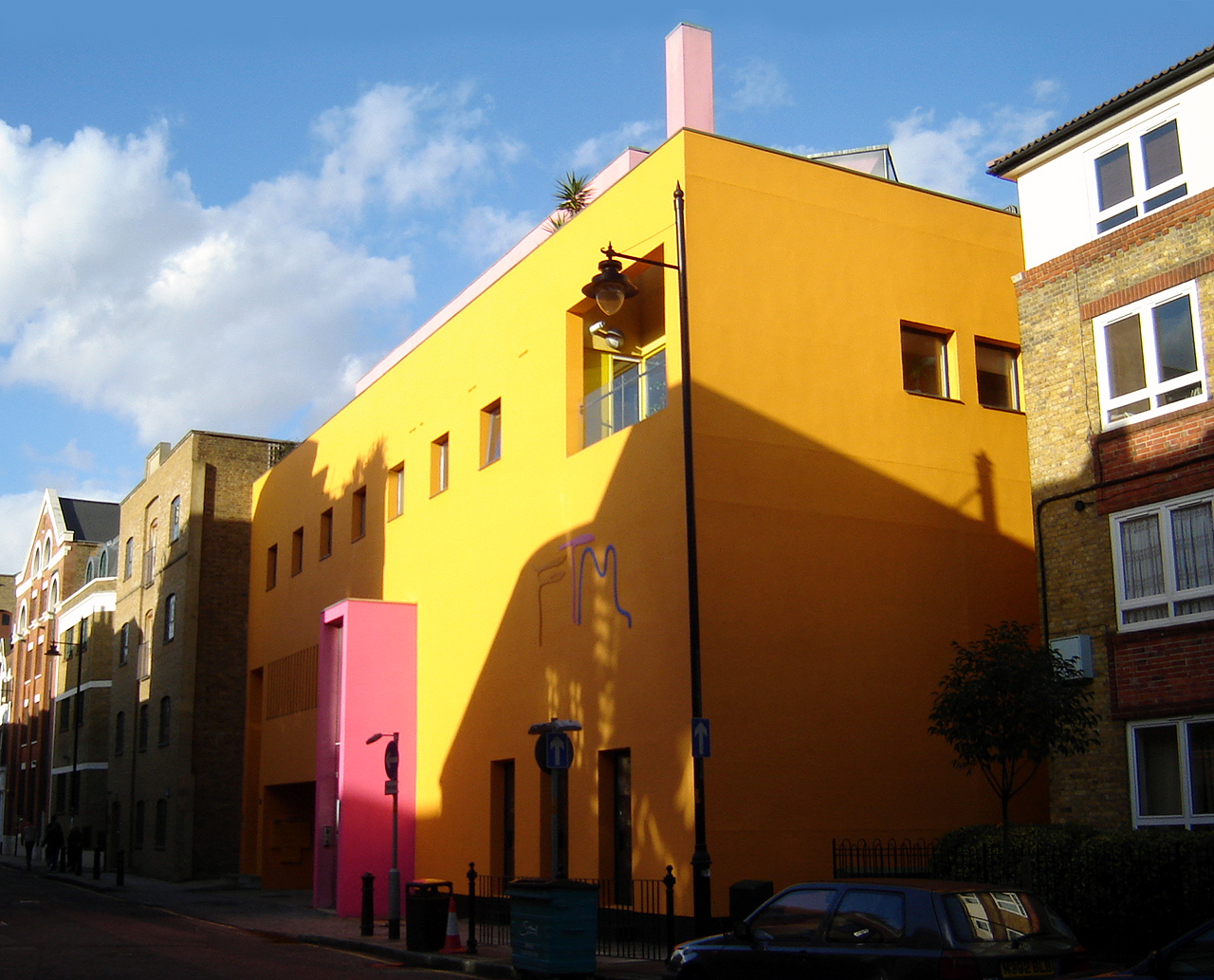
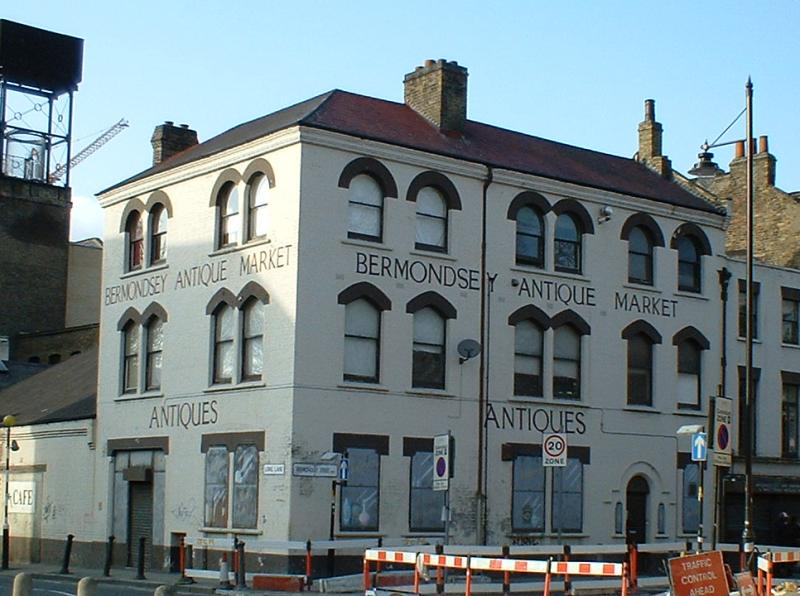
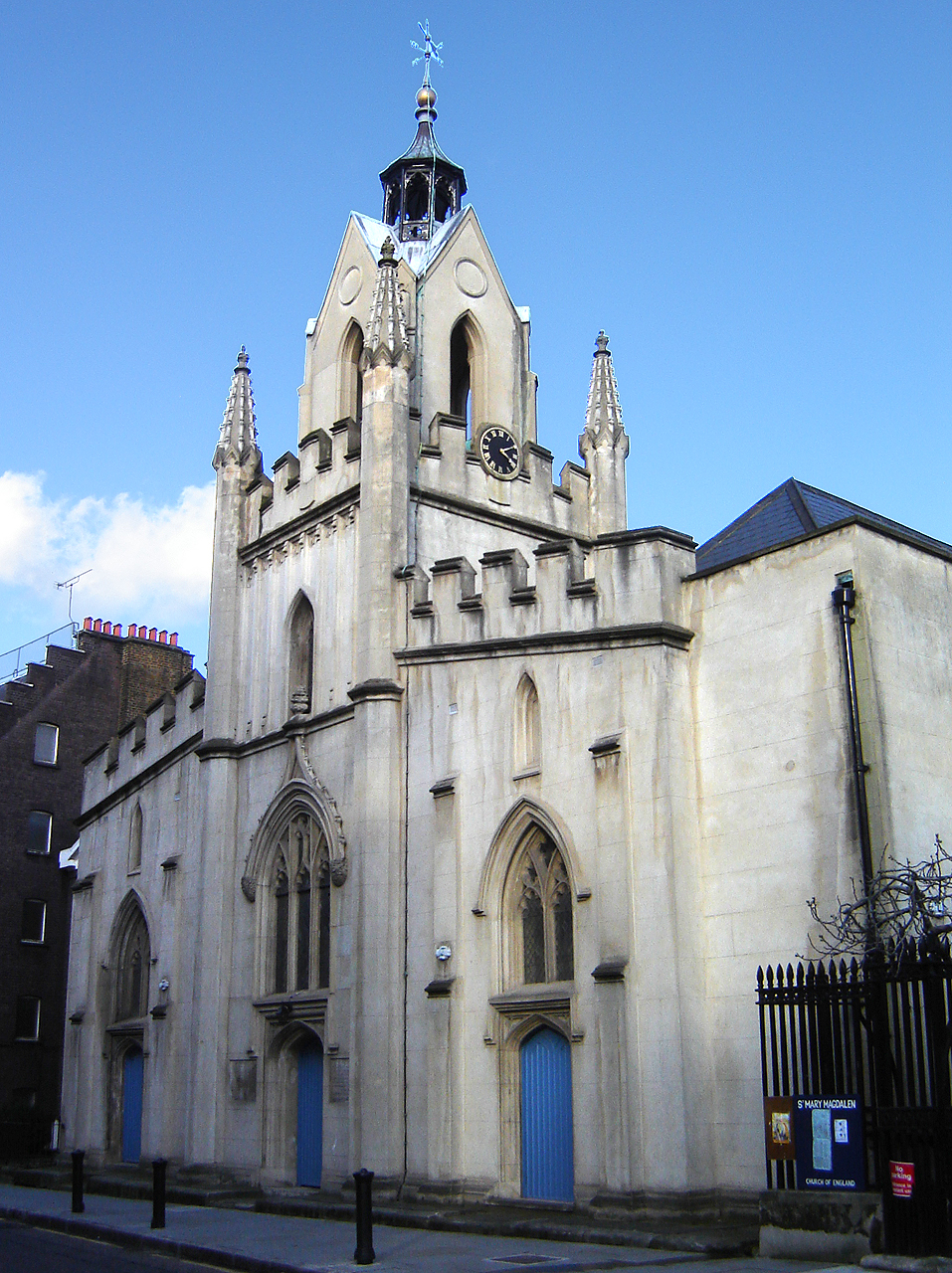
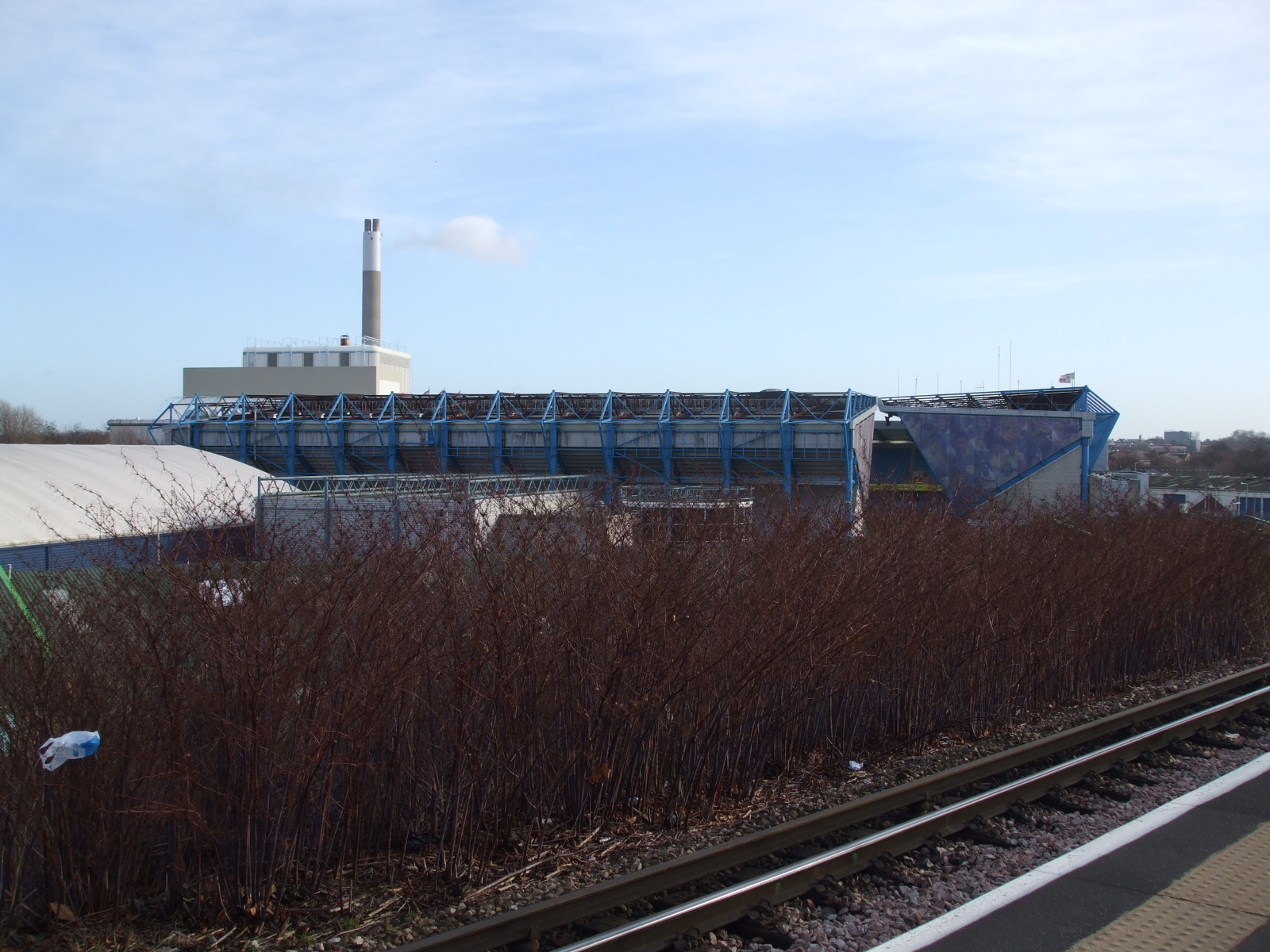

## Geboren
- Julie Rogers (1943), zangeres
- Jamie Foreman (1958), acteur
- Jordon Ibe (1995), voetballer